# Lux (unité)
Pour les articles homonymes, voir Lux et lx.
Le lux, de symbole lx, est l'unité de mesure d'éclairement lumineux du Système international. Un lux est l'éclairement d'une surface qui reçoit, d'une manière uniformément répartie, un flux lumineux d'un lumen par mètre carré : 1 lx = 1 lm/m2.

## Formules
{\displaystyle {\rm {1\ lx=1\ {\frac {lm}{m^{2}}}=1\ {\frac {cd\cdot sr}{m^{2}}}}}}
avec 
- {\displaystyle {\rm {lm}}} : lumen (unité de mesure de flux lumineux) ;
- {\displaystyle {\rm {sr}}} : stéradian (unité de mesure d'angle solide) ;
- {\displaystyle {\rm {cd}}} : candela (unité de mesure d'intensité lumineuse).

## Informations
L'appareil de mesure de l'éclairement lumineux est le luxmètre. Il comporte généralement une partie à cellule photosensible et une partie d'affichage.
La sensibilité d'un récepteur tel que l'œil se définit également en lux et correspond généralement au niveau d'éclairement minimum de sensibilité acceptable. Concernant l'œil humain, cette sensibilité diminue d'environ 25 % entre les âges de 20 et 60 ans. L'œil humain peut s'accommoder à des niveaux d'éclairement très variables, de 130 000 lux (une journée ensoleillée d'été) à 1 lux (une nuit de pleine lune). Néanmoins certains niveaux minimaux sont requis : par exemple 5 lux pour se déplacer, 150 lux pour la lecture et l'écriture, etc.[réf. nécessaire]
L'unité de l'éclairement énergétique est le watt par mètre carré.

## Conversions
Compte tenu des caractéristiques de la vision photopique chez les êtres humains, il n'y a pas de facteur de conversion unique entre le lux (lumen par mètre carré) et le watt par mètre carré. Pour une longueur d'onde donnée, le facteur de conversion est donné par la fonction d'efficacité lumineuse spectrale. Celle-ci présente un maximum de 683 lm W−1 pour une longueur d'onde de 555 nm (couleur vert-jaune pure), c'est-à-dire qu'un éclairement énergétique de 1 W m−2 correspond à un éclairement lumineux de 683 lx.

## Début duXXesiècle
Avec l'industrialisation et l'électrification croissante, l'ingénierie de l'éclairage a pris de l'importance au début du XXe siècle, et il était nécessaire d'avoir des mesures standardisées pour évaluer la lumière dans les bâtiments, sur les routes, et pour des raisons de sécurité publique. Le concept de flux lumineux (mesuré en lumens) a été formalisé, et le lux est apparu comme une unité dérivée, correspondant à un lumen par mètre carré. Dans les années 1930 le lux a été standardisé et a commencé à être utilisé dans les spécifications d'éclairage, notamment dans les règlements pour les environnements de travail, les bureaux, les hôpitaux, etc.